# Ja'Wuan James
Ja'Wuan James (Atlanta, 3 giugno 1992) è un giocatore di football americano statunitense che gioca nel ruolo di offensive tackle per i Baltimore Ravens della National Football League (NFL). Fu scelto come 19º assoluto nel Draft NFL 2014. Al college ha giocato a football all'Università del Tennessee.

## Carriera

### Miami Dolphins
James fu scelto come 19º assoluto nel Draft 2014 dai Miami Dolphins. Debuttò come professionista partendo come titolare nella vittoria della settimana 1 contro i New England Patriots. La sua prima stagione si concluse disputando tutte le 16 partite come titolare, venendo inserito nella formazione ideale dei rookie dalla Pro Football Writers Association.

### Denver Broncos
Il 13 marzo 2019, James firmò un contratto quadriennale del valore di 51 milioni di dollari con i Denver Broncos. Nella stagione 2020 decise di non scendere in campo a causa della pandemia di COVID-19.

### Baltimore Ravens
Il 10 giugno 2021 James firmò un contratto biennale da 9 milioni di dollari con i Baltimore Ravens.

## Palmarès
- PFWA All-Rookie Team - 2014